# 園池公静
園池 公静（そのいけ きんしず）は、幕末の公家、明治期の内政官僚。第一次奈良県知事、子爵。

## 経歴
左近衛権中将・園池実達の二男として生まれる。嘉永3年1月（1850年）に元服し昇殿を許された。右京大夫を経て、元治元年6月（1864年）右近衛権少将に任官。
慶応2年8月（1866年）朝廷刷新の二二卿建議（廷臣二十二卿列参事件）に加わり差控となる。慶應4年1月5日（1868年1月29日）書記御用掛となる。
慶応4年7月29日（1868年9月15日）奈良府知事に就任。明治2年7月17日（1869年8月24日）奈良府が奈良県に改称され引き続き同県知事を務めた。明治3年8月19日（1870年9月14日）知事を免官。同年9月17日（10月11日）侍従に就任。以後、滋宮祗候・明宮祗候を務めた。
1884年7月8日、子爵を叙爵した。1915年4月15日に隠居し、同月30日に長男実康が襲爵した。

## 栄典
- 1887年（明治20年）12月26日 - 正三位[9]

## 親族
- 妻 園池千賀子（ちかこ、四辻公績六女）[1][10]
- 長男 園池実康（子爵、宮中顧問官）[1]
- 三男 北大路実信（貴族院男爵議員、北大路公久養子）[1]
- 長女 室町賀寿子（室町公大夫人）[1]
- 六男 岩佐公直（岩佐新養子）[1]